# Зеленовка
Зеленовка (на украински: Зеленівка, на руски: Зеленовка) е село в Украйна, разположено в Приморски район, Запорожка област. През 2001 година населението му е 1014 души.
Селото е основано през 1862 година от български преселници от преминалата на румънска територия част от Южна Бесарабия.